# 진정한 용기
《진정한 용기》(True Grit)는 미국에서 1969년 제작된 헨리 해서웨이 감독의 모험, 서부, 드라마 영화이다. 존 웨인 등이 주연으로 출연하였고 핼 B. 월리스 등이 제작에 참여하였다.

## 줄거리
1880년. 아칸소 옐 카운티에서 프랭크 로스가 농장 일꾼 톰 체이니에게 살해 당한다. 프랭크의 딸 매티는 복수를 위해 인디언 준주(오늘날의 오클라호마) 포트 스미스에서 미국 연방보안관 루번 J. '루스터' 코그번과 텍사스 레인저 러 버프를 고용한다.

## 출연

### 주연
- 존 웨인 - 미국 연방보안관 루번 J. '루스터' 코그번 역
- 글렌 캠벨 - 텍사스 레인저 러 버프 역
- 킴 다비 - 매티 로스 역

### 조연
- 제러미 슬레이트 - 에밋 퀸시 역
- 로버트 듀발 - 러키 네드 페퍼 역
- 데니스 호퍼 - 문 역
- 앨프리드 라이더
- 스트로더 마틴
- 제프 코리
- 론 소블
- 존 피들러
- 제임스 웨스터필드

## 기타
- 원작자: 찰스 포티스
- 협력프로듀서: 폴 네이선
- 미술: 월터 H. 타일러
- 의상: 도러시 제이킨스